# Mezőhék
Mezőhék là một thị trấn thuộc hạt Jász-Nagykun-Szolnok, Hungary. Thị trấn này có diện tích 89,82 km², dân số năm 2010 là 329 người, mật độ 4 người/km².